# Залесный (Новосибирская область)
Залесный — посёлок в Чулымском районе Новосибирской области. Входит в состав Иткульского сельсовета.

## География
Площадь посёлка — 59 гектаров.

## История
В 1976 г. Указом Президиума ВС РСФСР посёлок фермы №1 совхоза «Иткульский» переименован в Залесный.

## Население
| 2002 | 2007 | 2010 |
| ---- | ---- | ---- |
| 175  | ↘149 | ↗150 |

## Инфраструктура
В посёлке по данным на 2007 год отсутствует социальная инфраструктура.